# Arcidiecéze Edmonton
Arcidiecéze Edmonton (latinsky Archidioecesis Edmontonensis) je římskokatolická arcidiecéze na území kanadské provincie Alberta se sídlem v Edmontonu, kde se nachází katedrála sv. Josefa. Tvoří součást kanadské církevní oblasti Východ. Současným edmontonským arcibiskupem je Richard William Smith.

## Církevní provincie
Jde o metropolitní arcidiecézi, která zahrnuje část území provincie Alberta a jíž jsou podřízena tato sufragánní biskupství:
- Diecéze Calgary
- Diecéze Saint Paul (Alberta)

## Stručná historie
Oblast východní Kanady spadala dlouho do jurisdikce Arcidiecéze Saint-Boniface, v polovině 19. století zde vznikla misie Saint Albert, kde v roce 1871 vznikla diecéze. V roce 1912 bylo její sídleo přeloženo do Edmontonu a byla povýšena na metropoli se současným jménem.